# Marcel Möring
Marcel Möring (Enschede, 5 september 1957) is een Nederlands schrijver.

## Leven
Möring werd geboren in Enschede en bezocht daar de Montessorischool. Eind jaren zestig verhuisde zijn familie naar Assen. Hij studeerde twee jaar MO-Nederlands, maar brak deze studie af, omdat hij zich toe wilde leggen op het schrijven. Hij had allerlei baantjes, onder meer als redacteur Theater en Beeldende Kunst bij de Drents-Groningse Persbladen.
Mörings boeken zijn in vertaling verschenen in meer dan vijftien landen. Voor het korte verhaal 'East Bergholt', vertaald door Stacey Knecht en gepubliceerd in 'The Paris Review' ontving hij als eerste niet Engelstalige schrijver de Aga Khan Prize.
Möring woont in Den Haag en was een van de eerste Nederlandse schrijvers met een eigen website. Gedurende het studiejaar 2007-2008 was Möring 'schrijver op locatie' aan de Vrije Universiteit in Amsterdam, een functie waarin hij Abdelkader Benali opvolgde.
Op 23 maart 2023 werd hij benoemd tot lid van de Akademie van Kunsten.

## Werk

### Mendels erfenis
Hij debuteerde in 1990 met de roman Mendels erfenis, waarvoor hij de Geertjan Lubberhuizenprijs kreeg. In dit boek worstelt hoofdpersoon Mendel Adenauer met het verleden van zijn joodse familie. Langzaamaan verzinkt hij in een diepe depressie en verliest hij het contact met zijn omgeving.

### Het grote verlangen
In Het grote verlangen (1992), bekroond met de AKO Literatuurprijs, is hoofdpersoon Sam van Dijk zijn ouders verloren bij een auto-ongeluk. Hij en zijn tweelingzus Lisa en oudere broer Raph zijn in verschillende pleeggezinnen opgegroeid en worden pas jaren later herenigd. Sam heeft nauwelijks herinnering aan zijn jeugd en ondervindt veel problemen in zijn omgang met anderen. Hij gelooft niet in de liefde, die hij een wilsdaad noemt. Soms lijken hem flarden herinneringen te binnen te schieten, maar inmiddels weet hij niet meer wat zijn eigen herinneringen zijn en wat hem is verteld door Lisa. Tegen de achtergrond van een vuile binnenstad, vervallen fabrieksterreinen en de wildernis van een verlaten olieveld tracht Sam zijn leven richting te geven en uit te vinden wat een leven is, als je je niets herinnert.

### In Babylon

#### Samenvatting
In 1997 verscheen In Babylon, een roman van bijna 500 pagina's, waarin sprookjesschrijver Nathan Hollander met zijn nichtje Nina ingesneeuwd raakt in het landhuis van zijn overleden oom Herman. Herman heeft in zijn testament opgenomen dat Nathan het huis alleen zou erven, als hij een biografie van hem zou schrijven. Wachtend op hulp stookt Nathan de haard met antieke meubels. Intussen leest Nina de biografie, die zich echter ontwikkeld heeft tot een geschiedenis van het geslacht Hollander, beginnend in de zeventiende eeuw bij de joodse klokkenmakers oom Chaïm en neef Magnus, die woonden in de grensstreek van het huidige Polen en Litouwen. Als Chaïm vermoord wordt in een pogrom vertrekt Magnus en reist jaren door Europa en het Ottomaanse Rijk. Als hij in de Nederlanden arriveert besluit hij zich daar te vestigen.
Het gaat de Hollanders voor de wind, aanvankelijk als klokkenmakers, later als geleerden. Nathans oom Herman is een socioloog van internationale faam en zijn vader Emanuel ingenieur. In de jaren dertig emigreren Emanuel (later: Manny) en zijn gezin en Herman naar de Verenigde Staten. Na de oorlog scheiden Nathans ouders. Manny vestigt zich blijvend in de Verenigde Staten, zijn vrouw en kinderen in Nederland.
Nathans broertje Zeno wordt in 1945 geboren en ontwikkelt zich tot een zeer begaafde jongen, die messiaanse neigingen krijgt. Eind jaren zestig blijkt hij een soort profeet te zijn geworden van een massale sekte. Deze tracht door zwijgen het proces van de entropie tot staan te brengen en zo het einde van de wereld te voorkomen. Als enkele jonge sekteleden zelfmoord plegen, verdwijnt Zeno spoorloos.
Intussen is niet duidelijk of Zeno overleden is. Het landhuis waar Nathan en Nina vast zitten begint steeds meer op een spookhuis te lijken. Er zijn booby traps, waarvan er één een bandrecorder inschakelt met de stem van Zeno. In zijn geschiedenis van de familie Hollander beschreef Nathan al, dat hij nog geregeld bezoek krijgt van de geesten van oom Chaïm en neef Magnus. Tijdens zijn gedwongen verblijf in het landhuis komen oom en neef ook weer langs. Aan het eind van het boek, als Nina al gevlucht is, wordt Nathan ternauwernood gered. Pas daarna volgt een bizarre ontknoping, die echter geen vragen oplost.

#### Thema's en motieven
Een van de belangrijkste motieven van In Babylon is dat van de wandelende jood. Deze legende gaat over de jood Ahasverus die Jezus geweigerd zou hebben om tijdens de kruisweg te rusten op een bankje bij zijn huis. Ahasverus was daarna gedoemd tot het einde der tijden op aarde te blijven rondzwerven. In In Babylon zijn de Hollanders een geslacht van wandelende joden, die tijdelijk hun kamp hebben opgeslagen in Nederland, maar in de twintigste eeuw weer aan het zwerven gaan. In plaats van een doem is het wandelen van deze joden een keuze geworden, die in het boek enige heroïek krijgt. De Hollanders zijn aanwezig bij grote gebeurtenissen in de wereldeschiedenis. Zo trekt Magnus enige tijd mee in het gevolg van Sjabbati Zwi, een joodse pseudo-messias. Nathans vader Manny werkt in de oorlog voor het Manhattan-project: het maken van de eerste atoombom. Als kleine jongen is Nathan aanwezig bij de eerste geslaagde proef met een atoombom in 1945. Herman is een van de eersten die de bevrijde concentratiekampen bezoekt.
Entropie is een tweede belangrijk motief. Simpel geformuleerd houdt entropie in, dat de wanorde van een systeem nooit afneemt. Een toename is dus onomkeerbaar en bij maximale entropie is de energie in het systeem volledig verspreid en zo onbruikbaar geworden. Oom Herman past entropie als sociologische metafoor toe op de samenleving, en Zeno ziet de wereld door de entropie ten onder gaan. Dit wordt verbonden aan het beeld van de klok, die opgewonden wordt en die loopt tot de veer helemaal ontspannen is. Dit zien we terug in subplots die niet tot een einde komen in In Babylon, levensgeschiedenissen die niet helemaal verteld worden en het oplossen van de geest van oom Chaïm.

#### Prijzen
Voor In Babylon kreeg Möring in 1998 de Gouden Uil en de jonge Gouden Uil.

### Bestseller 60
| Boeken met noteringen in de Nederlandse Bestseller 60 | Jaar van verschijnen | Datum van binnenkomst | Hoogste positie | Aantal weken | Opmerkingen                           |
| ----------------------------------------------------- | -------------------- | --------------------- | --------------- | ------------ | ------------------------------------- |
| Lijdenslust                                           | 2006                 | 05-04-2006            | 10              | 5            |                                       |
| Dis                                                   | 2006                 | 29-11-2006            | 35              | 4            |                                       |
| Mens en medemens & De verloren vrede terugwinnen      | 2023                 | 10-05-2023            | 54              | 1            | in samenwerking met Herman van Rompuy |
| Mordechai                                             | 2025                 | 12-02-2025            | 54              | 1            |                                       |